# Coreia do Sul nos Jogos Olímpicos de Verão de 2000
A Coreia do Sul participou dos Jogos Olímpicos de Verão de 2000 em Sydney, Austrália.